# Neopteroplax
Neopteroplax è un genere estinto di tetrapodi, appartenente agli embolomeri. Visse nel Carbonifero superiore (circa 300 milioni di anni fa) e i suoi resti sono stati ritrovati in Nordamerica. 

## Descrizione
Questo animale, noto per resti incompleti, doveva essere molto simile ad animali più noti come Pteroplax ed Eogyrinus. Come questi ultimi, Neopteroplax doveva possedere un corpo allungato e una coda molto lunga e appiattita lateralmente; le zampe dovevano essere corte. Il cranio, lungo circa 40 centimetri, era di forma triangolare (se visto dall'alto), e dotato di una possente dentatura, con numerosi denti aguzzi in una fila esterna; in una fila interna erano presenti invece numerose grandi zanne. Le narici erano poste in posizione terminale. Neopteroplax poteva raggiungere i 3 metri di lunghezza.

## Classificazione
Il genere Neopteroplax venne istituito da Alfred Sherwood Romer nel 1963, sulla base di resti fossili risalenti alla fine del Carbonifero e ritrovati in Nordamerica. Al genere Neopteroplax sono attribuite due specie coeve: N. conemaughensis proviene dalla Contea di Jefferson, in Ohio, mentre N. relictus proviene dalla Contea di Young, in Texas. Neopteroplax appartiene agli eogirinidi, un gruppo di tetrapodi carboniferi dal corpo allungato, considerati membri degli embolomeri.

## Paleobiologia
Come tutti gli eogirinidi, anche Neopteroplax era probabilmente un predatore acquatico che si muoveva agilmente nelle acque dolci a caccia di pesci e piccoli anfibi.